# Каменская улица (Новосибирск)
Ка́менская у́лица — улица в Центральном районе Новосибирска, пролегающая с юга на север.
Находится между параллельно расположенными улицами Серебренниковской и Мичурина с западной стороны и улицей Семьи Шамшиных с восточной стороны. Начинается от Октябрьской магистрали, пересекает ряд улиц и заканчивается, соединяясь с улицей Писарева.

## Достопримечательности
- Театр «Глобус»
- Новосибирский театр музыкальной комедии
- Собор Преображения Господня — католический собор на углу улиц Каменской и Максима Горького.
- Стадион «Спартак»
- Центральный парк

## Исторические здания
- ЖАКТ «Пятилетка» — жилой дом, построенный в 1930-е годы[1]. Снесён в 2019 году[2].
- Жилой дом «Союззолото» — шестиэтажный жилой дом в конструктивистском стиле, сооружённый в начале 1930-х годов архитектором Борисом Александровичем Гордеевым. Памятник архитектуры регионального значения[3].

## Памятники
- Скульптурная композиция «Сцена покупки»
- Мемориал погибшим сотрудникам МВД

## Организации
- НИИ травматологии и ортопедии
- Новосибирский государственный университет экономики и управления
- Новосибирский торгово-экономический колледж
- Новосибирский государственный хореографический колледж
- Новосибирский музыкальный колледж имени Аскольда Фёдоровича Мурова
- Новосибирский еврейский общинный культурный центр
- Doubletree by Hilton
- Новосибирскавтодор
- Бизнес-центр на Каменской